# دان بيترسن
دان بيترسن (بالدنماركية: Dan Petersen)‏ (6 مايو 1972 في الدنمارك - ) هو لاعب كرة قدم دانمركي سابق في مركز الهجوم. شارك مع منتخب الدنمارك تحت 21 سنة لكرة القدم. أما مع النوادي، فقد لعب مع أياكس أمستردام وشيفيلد يونايتد ونادي أودنسه ونادي باستيا ونادي رويال أندرلخت ونادي موناكو.

## وصلات خارجية
- دان بيترسن على موقع رابطة كرة القدم الفرنسية للمحترفين (الإنجليزية)
- دان بيترسن على موقع قاعدة بيانات كرة القدم.إي يو (الإنجليزية)
- دان بيترسن على موقع عالم كرة القدم.نت (الإنجليزية)